# Бруттіг-Фанкель
Бруттіг-Фанкель (нім. Bruttig-Fankel) — громада в Німеччині, розташована в землі Рейнланд-Пфальц. Входить до складу району Кохем-Целль. Складова частина об'єднання громад Кохем.
Площа — 14,38 км2. Населення становить 1110 ос. (станом на 31 грудня 2020).